# Константий I Константинополски
Константий I Константинополски (на гръцки: Κωνστάντιος Α΄ Κωνσταντινουπόλεως) е гръцки духовник, вселенски патриарх (1830 - 1834).

## Биография
Роден е в 1770 година в Цариград със светското име Константинос (Κωνσταντίνος) в семейството на критянин и цариградчанка. Учи в Патриаршеското училище. За дякон е ръкоположен от чичо си архиепископ Кирил II Синайски, с когото в 1788 година заминава за Яш. Оттам е изпратен да учи в Киевската духовна академия, но по здравословни причини е принуден да я напусне и да се върне в Цариград. В 1795 година заминава за Кайро и оттам за Синайския манастир „Света Екатерина“, където през 1797 година е ръкоположен за презвитер от архиепископ Доротей Синайски. След като получава офикията архимандрит, е изпратен в Киев като игумен на манастира „Света Екатерина“, метох на Синайския манастир.
В 1802 година, докато е в Киев, е избран за синайски архиепископ. Ръкоположен е за епископ на 6 ноември 1804 година от патриарх Антим Йерусалимски. От 1806 година до 1811 година живее в Синайския метох на Кипър. В 1810 година, след смъртта на архиепископ Хрисант Кипърски в изгнание, Константий Синайски ръкополага неговия наследник Киприан Кипърски. В 1811 година Константий се установява в Цариград, където живее в Синайския метох и в частна къща на остров Антигони.
На 6 юли 1830 година Константий Синайски е избран за вселенски патриарх, като запазва поста на синайски архиепископ до смъртта си. На 18 август 1834 година е принуден да подаде оставка.
През декември 1858 година се разболява и заминава от остров Антигони за Цариград, където умира на 5 януари 1859 година.